# Idriz Hošić
Idriz Hošić (Prijedor, 17 febbraio 1944) è un ex calciatore jugoslavo, di ruolo attaccante.